# Eric Rafael-Rådberg
Eric Rafael-Rådberg, ursprungligen Erik Rafael Rådberg, född 21 september 1881 i Kristinehamn, död 12 maj 1961 i sitt hem Österviks kapell i Kristinehamn, var en svensk skulptör och inredningsarkitekt.

## Biografi

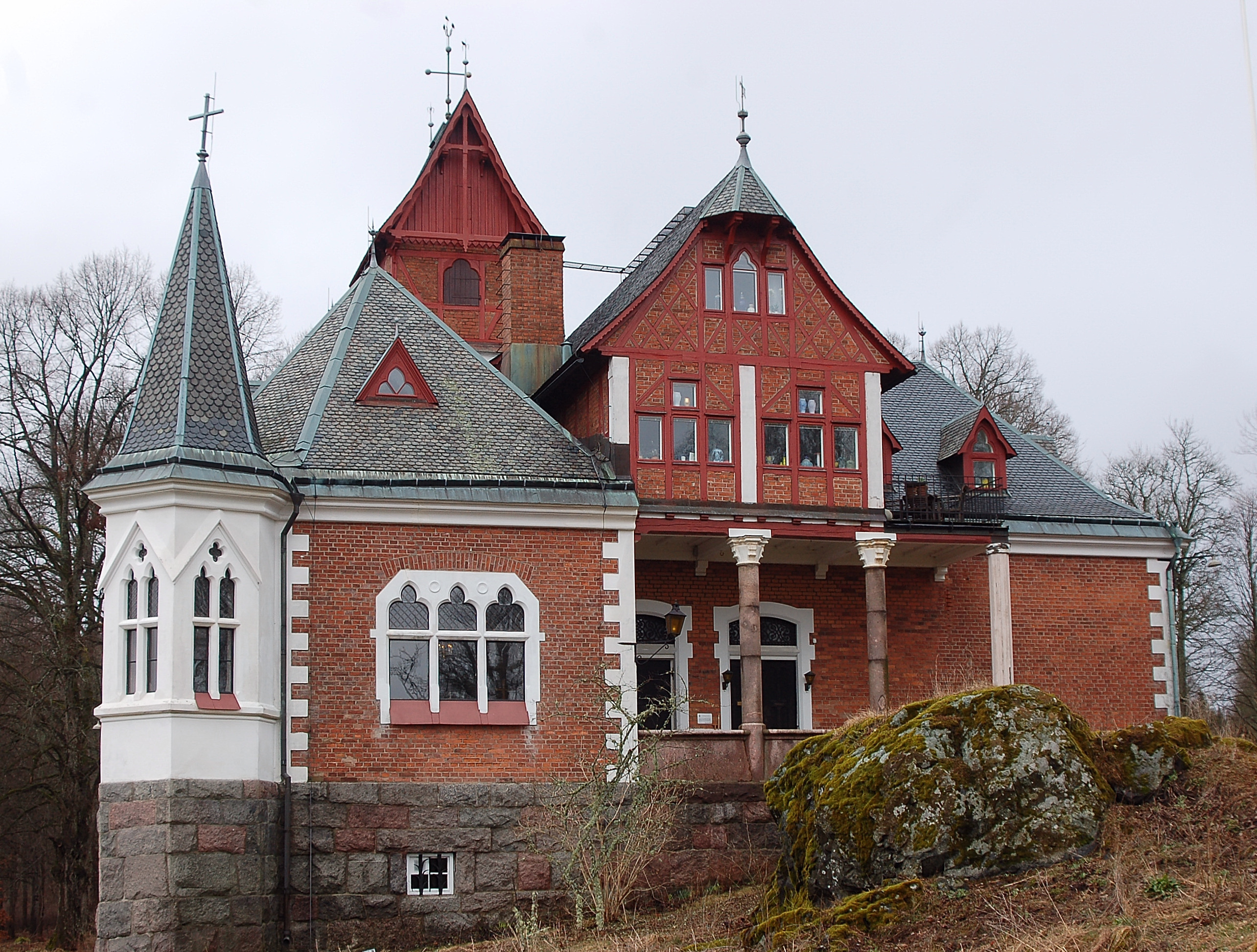
Österviks kapell

Eric Rafael-Rådberg var son till fotografen Erik Gustaf Rådberg, född 1853 i Alster, Värmland, och Laura, född Nordenberg 1857 i Karlstad. Han var yngst av nio syskon.
Han var elev till Christian Eriksson, och bland Erik Rafael-Rådbergs många arbeten märks den graciösa, sittande bronsstatyn av Jenny Lind på Framnäs udde på Djurgården i Stockholm från 1924, Gustaf Fröding (1921, Djurgården Stockholm), byst av amiralen Fredrik Henrik af Chapman (invigd 9 september 1921 i Gamla Varvsparken, Göteborg) och en byst av Dan Broström i samma park den 14 juli 1933 samt porträttbyster bland annat av Tor Hedberg (Dramatiska teatern, Stockholm) Frans G. Bengtsson (Frans G. Bengtssons minnesbibliotek i Gullspång), Einar Nerman (Värmlands museum), Johan Victor Svenson och Gustaf VI Adolf. Daphne (Rådhusparken i Kristinehamn), "Laxfångsten" (1939, fontän, Karlstad). Han är representerad på Moderna museet och Nationalmuseum i Stockholm.
En målande beskrivning av Rafael-Rådberg finns i Sven Stolpes bok "Mitt Värmland". Stolpe skriver bland annat att han bodde i Österviks kapell i Värmland och sov i en likkista uppe på ett loft dit han klättrade på lina. Idag används mejeribyggnaden bredvid kapellet som utställningslokal för Rafael-Rådbergs skulpturer.

## Verk i urval

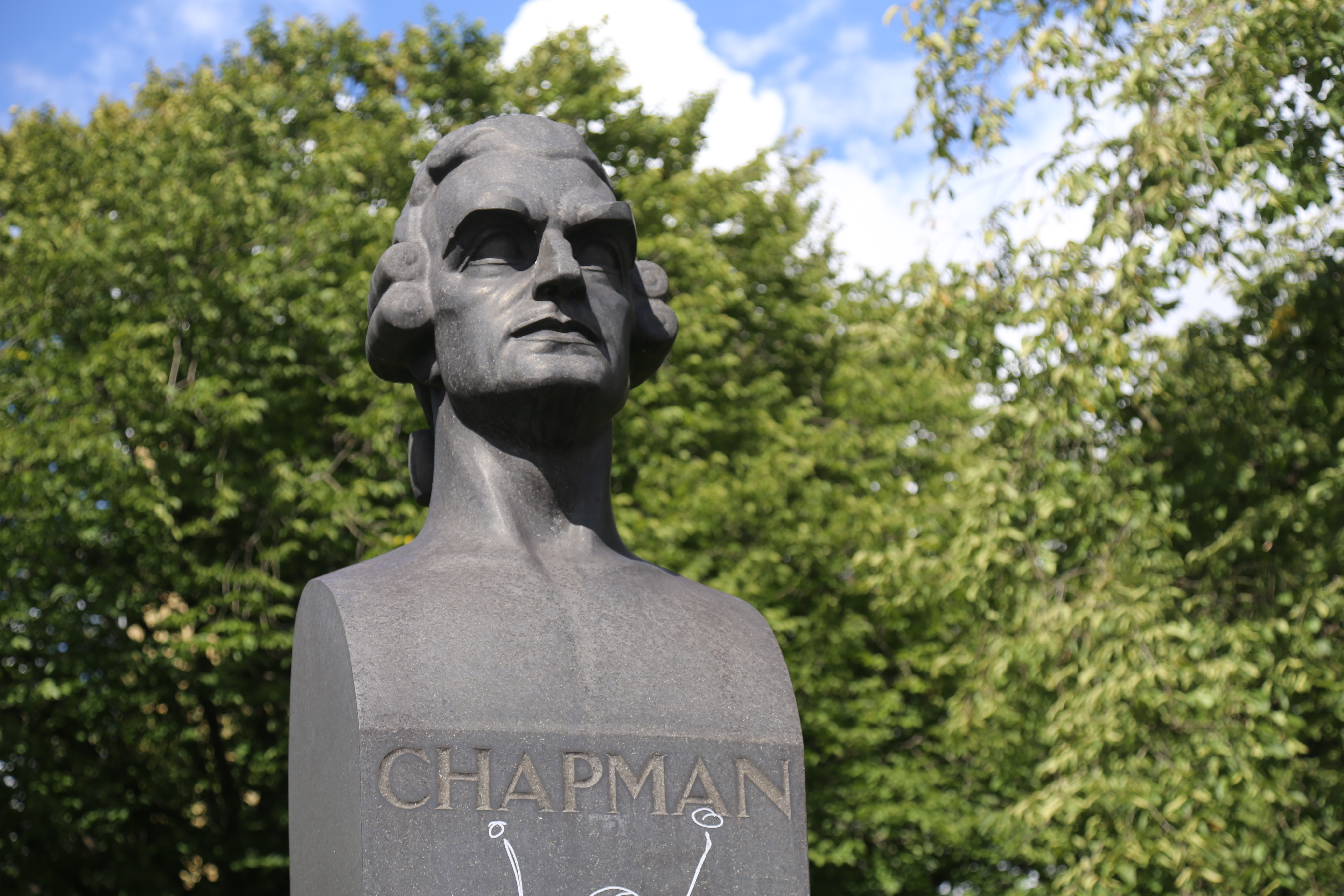
Fredrik Henrik af Chapman (1921)
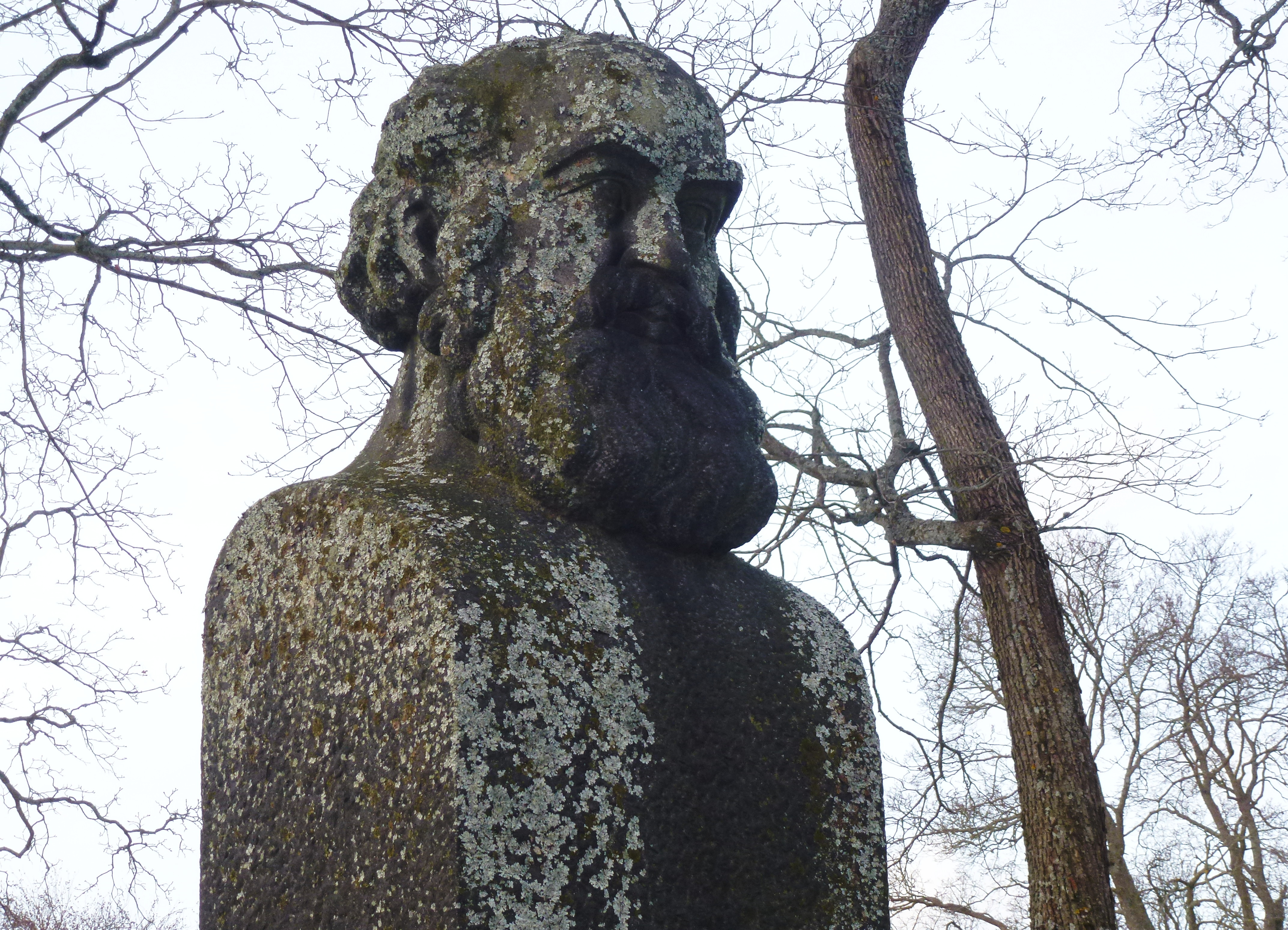
Gustaf Fröding (1921)
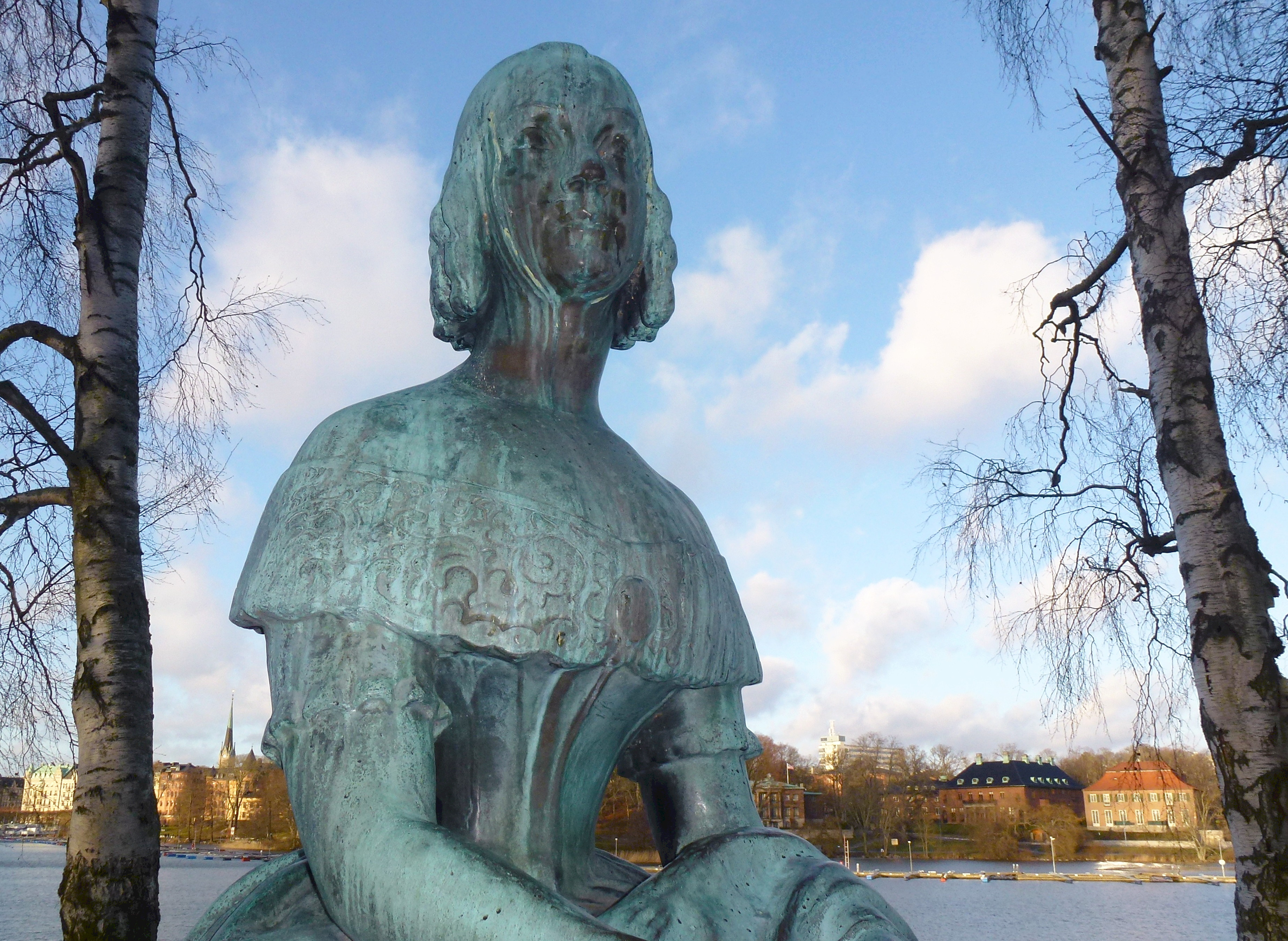
Jenny Lind-statyn (1924)
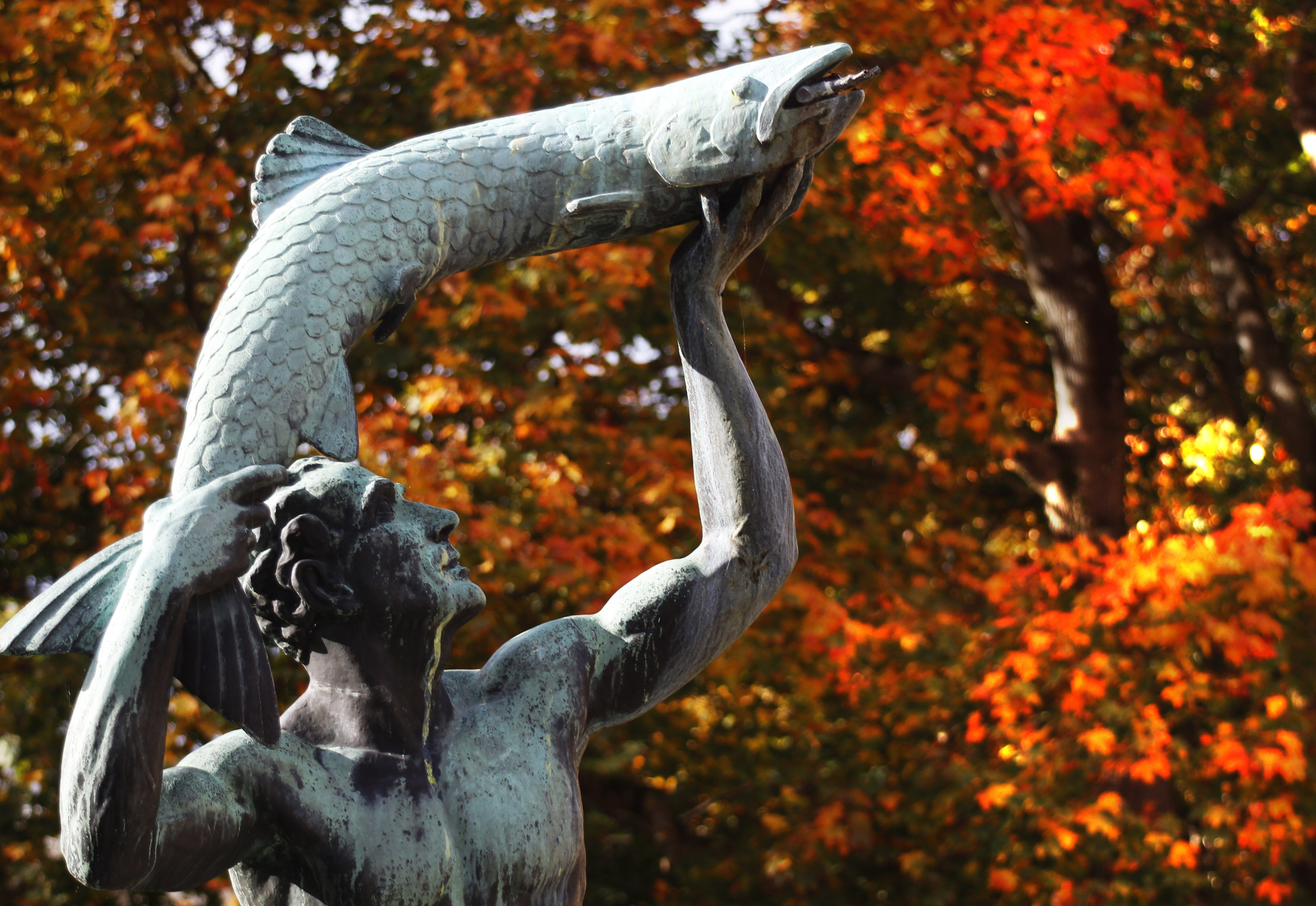
Laxfångsten (1939)